# Piazza delle esecuzioni di Caishikou

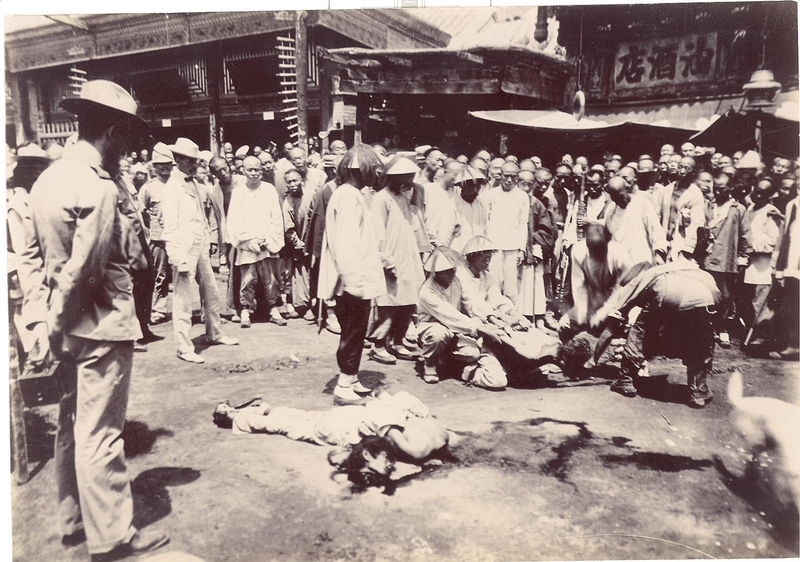
Esecuzione di alcuni Boxers sulla piazza delle esecuzioni.

La piazza delle esecuzioni di Caishikou (in cinese: 菜市口法場T, Càishìkǒu fǎchǎngP) è stata un importante luogo di esecuzioni a Pechino durante la dinastia Qing.

La piazza si trovava all'incrocio tra il viale Xuanwu e la via Luomashi. Attualmente, però, la precisa ubicazione della piazza è in discussione. Tramite foto e fonti contemporanee si è giunti a considerare il luogo delle esecuzioni di fronte al negozio di uno speziale He Nian Tang (鶴年堂藥店).

## Le esecuzioni
Nel giorno dell'esecuzione, il condannato veniva trasportato dalla cella al luogo delle esecuzioni, le quali si tenevano normalmente alle ore 11:30. La scorta si fermava ad un negozio di vino "la Ciotola Rotta" (破碗居) sul lato orientale della porta Xuanwu, dove al condannato veniva offerta una ciotola di vino di riso. Sulla piazza, in presenza di condannati famosi, era abitudine la riunione di una folla per assistere all'esecuzione. In questa zona veniva praticata anche la tortura dei mille tagli, applicata come condanna a morte.

## Personaggi famosi giustiziati a Caishikou
- Zheng Zhilong, padre di Koxinga.
- Zhu Yousong, primo imperatore della dinastia dei ming meridionali.
- Zhu Changfan, membro della famiglia reale della dinastia dei ming meridionali.
- Jahangir Khoja, leader ribelle del Turkestan.
- i sei gentiluomini della Riforma dei Cento giorni, tra cui Tan Sitong e Lin Xu.
- Xu Jingcheng, diplomatico Qing durante la ribellione dei Boxer.